# Stanisław Moskwin
Stanisław Wasiljewicz Moskwin (ros. Станислав Васильевич Москвин, ur. 19 stycznia 1939 w Oranienbaumie) – radziecki kolarz torowy, brązowy medalista olimpijski oraz dziesięciokrotny medalista mistrzostw świata.

## Kariera
Pierwszy sukces w karierze Stanisław Moskwin osiągnął w 1960 roku, kiedy wspólnie z Wiktorem Romanowem, Łeonidem Kołumbetem i Arnoldem Belgardtem zdobył brązowy medal w drużynowym wyścigu na dochodzenie podczas igrzysk olimpijskich w Rzymie. W tym samym składzie radziecka drużyna zajęła ponownie trzecie miejsce na mistrzostwach świata w Mediolanie, a na rozgrywanych rok później mistrzostwach w Liège razem z Romanowem, Belgardtem i Siergiejem Tierieszczenkowem zdobył złoty medal. Na mistrzostwach w Liège Moskwin zdobył ponadto srebrny medal w rywalizacji indywidualnej amatorów, ulegając jedynie reprezentantowi gospodarzy Jeanowi Walschaertsowi. W 1964 roku wystąpił na igrzyskach olimpijskich w Tokio, gdzie zarówno w drużynie jak i indywidualnie był piąty. W tym samym roku wraz z Kołumbietem, Belgardtem i Tereszczenkowem zajął trzecie miejsce w drużynie na mistrzostwach świata w Paryżu. Kolejne dwa medale zdobył na mistrzostwach w San Sebastián w 1965 roku: razem z Tereszczenkowem, Michaiłem Koluszewem i Leonidem Wukołowem złoty w drużynie, a indywidualnie srebrny, przegrywając tylko z Tiemenem Groenem z Holandii. W drużynowym wyścigu na dochodzenie zdobył jeszcze cztery medale: złote na mistrzostwach świata w Amsterdamie (1967) i mistrzostwach w Antwerpii (1969) oraz brązowe na mistrzostwach we Frankfurcie (1966) i mistrzostwach w Leicester (1970). W międzyczasie wystartował na igrzyskach olimpijskich w Meksyku, gdzie radziecka drużyna zakończyła rywalizację na czwartej pozycji, przegrywając walkę o brąz z Włochami. Wielokrotnie zdobywał medale mistrzostw ZSRR, w tym w 1961 roku był najlepszy na dystansie 1 km, w latach 1958–1964, 1968, 1968 i 1969 w indywidualnym wyścigu na dochodzenie, a w drużynie zwyciężał w latach 1959 i 1960.
Brał udział w Wyścigu Pokoju w 1961 (46. miejsce) i 1962 (22. miejsce).
Odznaczony medalem „Za pracowniczą dzielność” i medalem „Za pracowniczą wybitność”.